# Municipio de Clay (condado de Auglaize)
El municipio de Clay (en inglés: Clay Township) es un municipio ubicado en el condado de Auglaize en el estado estadounidense de Ohio. En el año 2010 tenía una población de 817 habitantes y una densidad poblacional de 10,41 personas por km².

## Geografía
El municipio de Clay se encuentra ubicado en las coordenadas 40°31′40″N 84°3′38″O / 40.52778, -84.06056. Según la Oficina del Censo de los Estados Unidos, el municipio tiene una superficie total de 78.48 km², de la cual 78,46 km² corresponden a tierra firme y (0,03 %) 0,02 km² es agua.

## Demografía
Según el censo de 2010, había 817 personas residiendo en el municipio de Clay. La densidad de población era de 10,41 hab./km². De los 817 habitantes, el municipio de Clay estaba compuesto por el 97,31 % blancos, el 0,61 % eran afroamericanos, el 0,12 % eran asiáticos, el 0,61 % eran de otras razas y el 1,35 % eran de una mezcla de razas. Del total de la población el 3,18 % eran hispanos o latinos de cualquier raza.